# Antysalon Ziemkiewicza
Antysalon Ziemkiewicza (także Antysalon Rafała Ziemkiewicza i Antysalon) – dziennikarski program publicystyczny TVP Info prowadzony przez Rafała Ziemkiewicza.

## Charakterystyka
Program zastąpił audycję O co chodzi? i był emitowany od 7 września 2008 do 2 stycznia 2011 w niedziele o godz. 10:00. W „Antysalonie” komentowane były wybrane wydarzenia mijającego tygodnia.

### Goście programu
Gośćmi prowadzącego program byli publicyści spełniający rolę komentatorów. W historii audycji byli to zamiennie:
- Zuzanna Dąbrowska (Polskie Radio)
- Stanisław Janecki (Fakt)
- Andrzej Stankiewicz (Newsweek Polska)
- Joanna Lichocka (Rzeczpospolita)
- Łukasz Warzecha (Fakt)
- Wiktor Świetlik (Polska The Times)[1]

## Antysalonik
Po zdjęciu programu z anteny i sukcesie audycji Bronisław Wildstein przedstawia w telewizji internetowej rp.pl redakcja „Rzeczpospolitej” postanowiła kontynuować Antysalon na tej właśnie platformie pod nieco zmienionym tytułem (Antysalonik Ziemkiewicza). Premierowe odcinki były publikowane w każdą niedzielę o godzinie 10 i nagrywane w scenografii generowanej komputerowo. Ostatni odcinek wyemitowano 1 kwietnia 2012, następnie ze względów technicznych program zastąpiła nowa formuła – Rozmowa Ziemkiewicza.

## Kontynuacja
Od maja 2013 Ziemkiewicz prowadzi kontynuację audycji pod nazwą Salonik polityczny na antenie stacji Telewizja Republika.